# Richard Johns

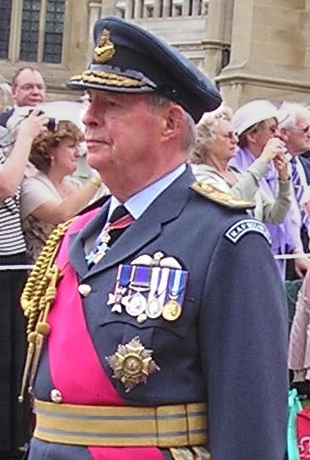
Air Chief Marshal Sir Richard Johns

Sir Richard Edward Johns, GCB, KCVO, CBE, FRAeS (* 28. Juli 1939 in Horsham, Sussex) ist ein britischer Offizier der Royal Air Force, der als General (Air Chief Marshal) 1994 kurzzeitig Oberkommandierender des RAF Strike Command, zwischen 1994 und 1997 Oberkommandierender der Alliierten NATO-Streitkräfte in Nordwesteuropa AFNORTHWEST (Allied Forces Northwestern Europe) sowie zuletzt von 1997 bis 2000 Chef des Luftwaffenstabes (Chief of the Air Staff) war. Nach seinem Eintritt in den Ruhestand bekleidete er zwischen 2000 und 2008 das Amt als Constable and Governor of Windsor Castle.

## Leben

### Offiziersausbildung, Offizier und Stabsoffizier
Richard Edward Johns, Sohn von Oberstleutnant Herbert Edward Johns und dessen Ehefrau Marjory Harley Everett Johns, besuchte die Portsmouth Grammar School und begann danach als Flight Cadet seine Offiziersausbildung am Royal Air Force College Cranwell. Nach deren Beendigung trat er am 15. Dezember 1959 als Leutnant (Pilot Officer) als Berufssoldat (Permanent Commission) in die Royal Air Force (RAF) ein. Er absolvierte Pilotenausbildungen auf Schulflugzeugen vom Typ Percival Provost sowie auf dem Jagdflugzeug Gloster Meteor. In den folgenden Jahren fand er verschiedene Verwendungen als Offizier und wurde erhielt seine Beförderungen zum Oberleutnant (Flying Officer) am 15. Dezember 1960, zum Hauptmann (Flight Lieutenant) am 15. August 1962 sowie zum Major (Squadron Leader) am 1. Januar 1969. Er bildete 1971 Charles, Prince of Wales als Fluglehrer QFI (Qualified Flying Instructor) auf dem Schulflugzeug vom Typ BAC Jet Provost aus und wurde 1972 Leutnant (Lieutenant) des Royal Victorian Order (LVO). 
Nach dem Besuch des Royal Air Force Staff College Bracknell fand Johns weitere Verwendungen als Offizier und Stabsoffizier und war unter anderem zwischen dem 17. Januar 1975 und dem 19. Oktober 1977 als Oberstleutnant (Wing Commander) Kommandeur (Commanding Officer) der No. 3 Squadron RAF und wurde 1978 als Officer des Order of the British Empire (OBE) ausgezeichnet. Nach weiteren anderen Posten war er zwischen dem 17. März 1982 und dem 24. November 1984 als Oberst (Group Captain) Kommandant (Station Commander) des Luftwaffenstützpunktes RAF Gütersloh und wurde 1985 Commander des Order of the British Empire (CBE).

### Aufstieg zumAir Chief MarshalundChief of the Air Staff

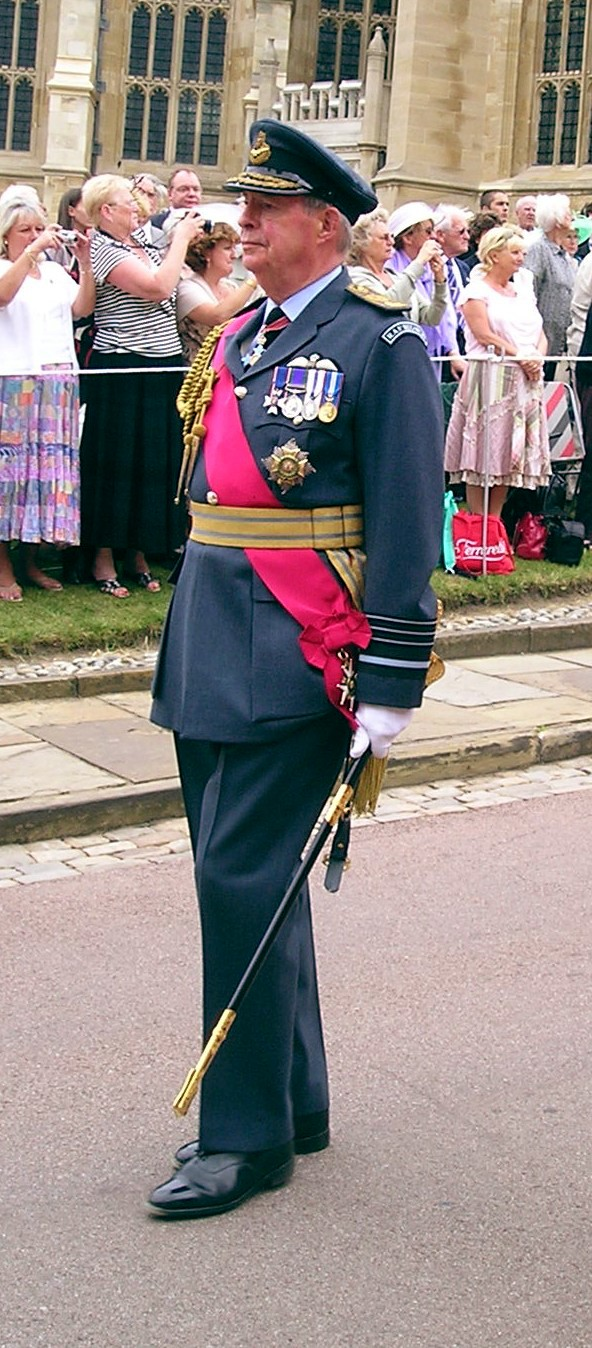
Sir Richard Johns als Constable and Governor of Windsor Castle bei einer Parade vor der St George’s Chapel (19. Juni 2006).

Anschließend war Richard Johns als Brigadegeneral (Air Commodore) zwischen Dezember 1985 und Dezember 1988 Leitender Luftwaffenstabsoffizier SASO (Senior Air Staff Officer) der britischen Luftstreitkräfte in der Bundesrepublik Deutschland (RAF Germany) sowie daraufhin als Generalmajor (Air Vice-Marshal) von Januar 1989 bis März 1991 Senior Air Staff Officer des Luftangriffskommandos (RAF Strike Command). Als Air Vice-Marshal war er zudem zwischen April 1991 und Februar 1993 Kommandeur AOC (Air Officer Commanding) der No. 1 Group RAF und wurde 1991 auch Companion des Order of the Bath (CB).
Im Februar 1993 wurde Johns als Generalleutnant (Air Marshal) stellvertretender Oberkommandierender des Luftangriffskommandos (RAF Strike Command) und verblieb auf diesem Posten bis Juni 1994. Er wurde am 31. Dezember 1993 zum Knight Commander des Order of the Bath (KCB) geschlagen und führt seither das Prädikat „Sir“. Im Juni 1994 wurde er General (Air Chief Marshal) und übernahm als Nachfolger von Air Chief Marshal Sir John Thomson den Posten als Oberkommandierender des Luftangriffskommandos (Air Officer Commanding-in-Chief, RAF Strike Command). Er verblieb auf diesem Posten jedoch nur einen Monat lang bis Juli 1994, woraufhin Air Chief Marshal Sir Bill Wratten seine Nachfolge antrat. Er selbst wurde als Nachfolger von Air Chief Marshal Sir John Thomson, der am 10. Juli 1994 unerwartet verstorben war, im Juli 1994 zweiter Oberkommandierender der Alliierten NATO-Streitkräfte in Nordwesteuropa AFNORTHWEST (Commander-in-Chief, Allied Forces Northwestern Europe) und bekleidete diesen Posten bis März 1997, woraufhin Air Chief Marshal Sir John Cheshire seine dortige Nachfolge antrat.
Zuletzt löste Richard Johns, der auch Fellow der Royal Aeronautical Society (FRAeS) ist, am 10. April 1997 Air Chief Marshal Sir Michael Graydon als Chef des Luftwaffenstabes (Chief of the Air Staff) ab. Er verblieb auf diesem Posten bis zum 21. April 2000 und wurde dann von Air Chief Marshal Sir Peter Squire abgelöst. Am 14. Juni 1997 wurde er zum Knight Grand Cross des Order of the Bath (GCB) erhoben. Nach seinem Eintritt in den Ruhestand im April 2000 löste er General Sir Patrick Palmer als Constable and Governor of Windsor Castle ab. Dieses Ehrenamt behielt er bis zu seiner Ablösung durch Vizeadmiral Ian Jenkins 2008. Er wurde am 17. Dezember 2007 zudem zum Knight Commander des Royal Victorian Order (KCVO) geschlagen.